# 우야즈도프스키 공원

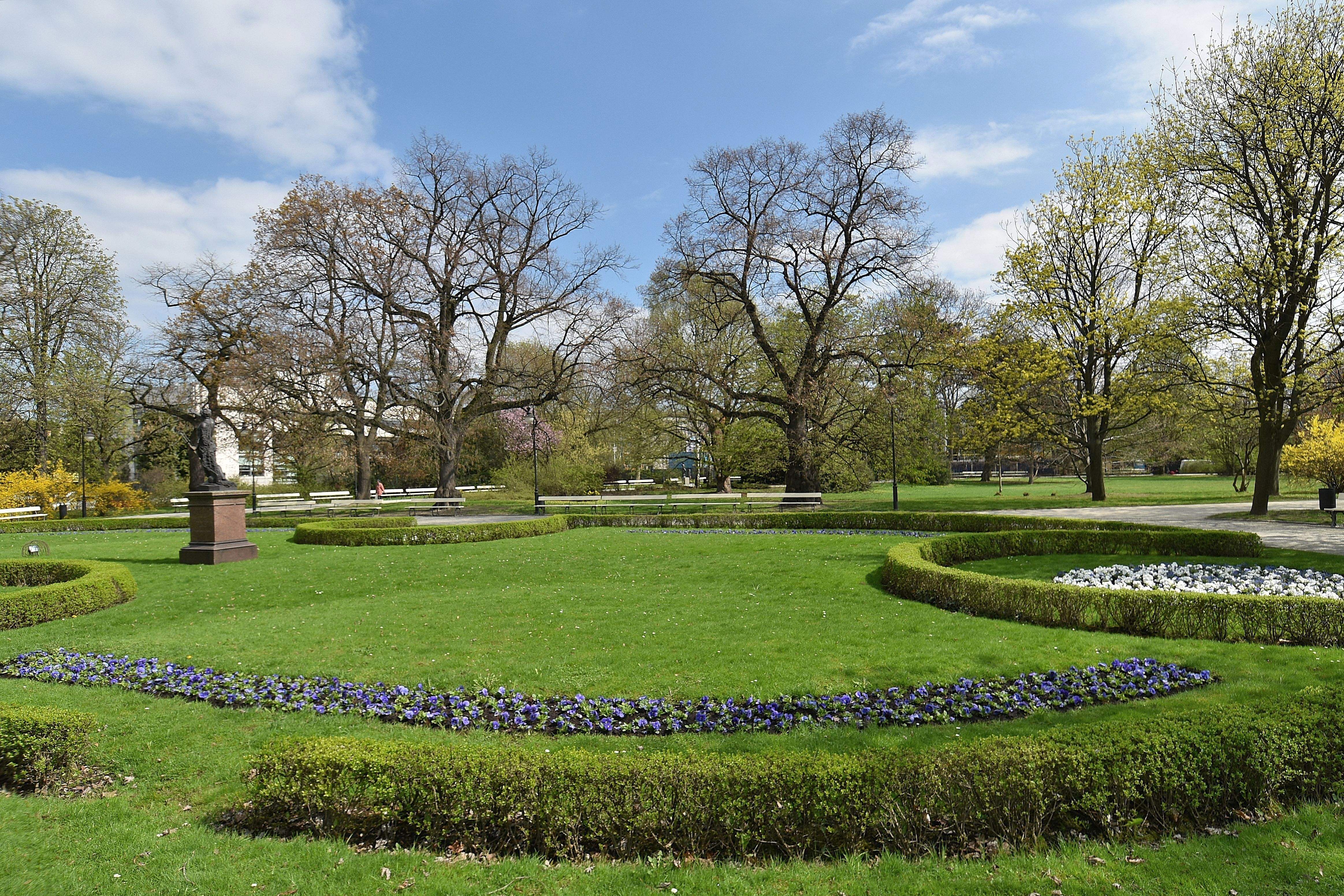
우야즈도프스키 공원

우야즈도프스키 공원(폴란드어: Park Ujazdowski)은 폴란드 바르샤바에 있는 공원이다.
공원이 건립될 당시 이 공원은 유럽에서 가장 현대적인 공원 중 하나였다. 이 공원에는 큰 연못, 분수, 연못 남쪽에 있는 철근 콘크리트 다리가 있었는데, 엔지니어 윌리엄 린들리가 건설했다. 이 다리는 스위스 비겐의 다리(1894년)에 이어 세계에서 두 번째로 철근 콘크리트로 건설된 건물이었다.